# John Harsanyi
John Charles Harsanyi (tiếng Hungary: Harsányi János Károly; 29 tháng 5 năm 1920 - 9 tháng 8 năm 2000) là một nhà kinh tế học 
Hungary-Hoa Kỳ và là người đoạt giải giải Nobel kinh tế cùng với John Nash và Reinhard Selten năm 1994 cho các phát hiện của ông về lý thuyết trò chơi. Ông là giáo sư danh dự về quản trị kinh doanh và giáo sư danh dự về kinh tế học trường Đại học Tổng hợp California, Berkeley.
Harsayi đã đảm nhận nhiều chức vụ như: trợ lý trường Đại học Tổng hợp Budapest, Hungary (1947-1948); giảng viên kinh tế học trường Đại học Tổng hợp Queensland, Brisbane, Australia (1954-1956); chuyên viên nghiên cứu, quỹ Cowles tại trường Đại học Yale (1957); giáo sư thỉnh giảng, trường đại học Stanford (1958); thành viên cao cấp, trường đại học Quốc gia Australia tại Canberra (1959-1961); giáo sư kinh tế học, trường Đại học Tiểu bang Wayne (1961-1963); giáo sư trường đại học California, Berkeley (1964-1990). Harsayi là tiến sĩ triết học trường đại học Budapest (1947). Thạc sĩ trường đại học Sydney, Australia (1953). Tiến sĩ khoa học trường đại học Stanford (1959).
Lĩnh vực nghiên cứu chuyên sâu của ông là lý thuyết trò chơi, lý thuyết quyết định, toán kinh tế, việc sử dụng các mô hình lựa chọn hợp lý trong khoa học chính trị và trong xã hội học, đạo đức học vị lợi, triết học.

## Trước tác
- "Cardinal Utility in Welfare Economics and in the Theory of Risk-Taking", Journal of Political Economy (1953)
- "Cardinal Welfare, Individualistic Ethics and Interpersonal Comparisons of Utility", Journal of Political Economy (1955)
- "Bargaining in Ignorance of the Opponent's Utility Function", Journal of Conflict Resolution (1962)
- "Games with Incomplete Information Played by "Bayesian" Players, I–III. Part I. The Basic Model", Management Science, Vol. 14, No. 3, Theory Series (1967)
- Essays on Ethics, Social Behavior, and Scientific Explanation, Dordrecht, Holland: Reidel Publishing Company (1976)
- Rational Behavior and Bargaining Equilibrium in Games and Social Situations, Cambridge, United Kingdom: Cambridge University Press (1977)
- Papers in Game Theory, Dordrecht, Holland: Reidel Publishing Company (1982)
- A General Theory of Equilibrium Selection in Games (with Reinhard Selten), Cambridge, MA: MIT-Press. (1988)